# Peter Wieslander
Sven Allan Peter Wieslander, ursprungligen Heimersson, född 1 juli 1931 i Karlstads församling i Värmlands län, död 2 januari 1986 i Oscars församling i Stockholm, var en svensk företagsledare.
Peter Wieslander var son till stadsombudsmannen Heimer Svensson och resesekreteraren Märta
Wieslander samt bror till Staffan Heimerson. Peter Wieslander blev intendent vid Marinintendenturkårens reserv 1953 och gick ut som civilekonom då han tog examen vid Handelshögskolan vid Göteborgs universitet 1957. Han studerade vid University of Virginia i USA 1954–1955 och Centre d’Etudes Industrielles Genève 1969. Åren 1957–1960 var han försäljare vid Wezäta-Melins AB och från 1960 försäljningschef vid AB Electrolux. Han blev VD vid Hermelin-bolagen 1966, vice VD vid Jungner-Nife AB 1968, VD för AB Banankompaniet 1970 och Toyota autoimport AB från 1973. Han var vice VD i Svensk motor AB 1982–1983 samt ordförande och delägare i Atlas System AB/Ekdahlverken.
Som styrelseledamot var han engagerad bland annat styrelserna för Nife-Jungner AB, Snöresor AB, Lundell & Zetterberg AB, Gylling elektronikprodukter AB och Sveriges civilekonomförening. Vidare satt han i styrelserna för Franklin Mint Svenska AB och WJ Motor AB.
Wieslander gifte sig 1958 med Catharina Henning, född 1935, dotter till amiral Holger Henning och Dagmar, ogift Örnberg.